# Marceliano Eduardo Canyes Santacana
Marceliano Eduardo Canyes Santacana OFMCap (ur. 4 marca 1913 w Vilafranca del Penedès, zm. 10 maja 1989) – hiszpański duchowny rzymskokatolicki, kapucyn, misjonarz, prefekt apostolski Letici.

## Biografia
21 grudnia 1935 otrzymał święcenia prezbiteriatu i został kapłanem Prowincji Katalońskiej Zakonu Braci Mniejszych Kapucynów.
11 stycznia 1952 papież Pius XII mianował go prefektem apostolskim Letici. Był historycznie pierwszym przełożonym, powstałej rok wcześniej jednostki terytorialnej Kościoła katolickiego, ze stolicą w Letici. Ingres odbył 2 marca 1952.
Jako ojciec soborowy wziął udział w II sesji soboru watykańskiego II. 4 marca 1989, rok po przekroczeniu wieku emerytalnego, przeszedł na emeryturę. Zmarł 10 maja 1989.